# Анна Каменска
Анна Каменска (на полски: Anna Kamienska) е полска литературна критичка, преводачка, поетеса и писателка на произведения в жанра лирика, драма и детска литература.

## Биография и творчество
Анна Каменска е родена на 12 април 1920 г. в Краснистав, Полша, в семейството на Тадеуш Каменски и Мария Челкалска. Има три сестри. Баща ѝ умира рано и майката ѝ сама отглежда четирите си деца. Израства в Люблин, където посещава начално и основно училище. Живее при баба и дядо в Свидник, близо до Люблин. Става приятелка с бъдещата поетеса Юлия Хартвиг.
Първите си поетични опити прави на около 14-годишна възраст. Дебютира под егидата на поета Йозеф Чехович през 1936 г. в юношеското списание „Пломичек“, в който са отпечатани две нейни стихотворения, а официалният ѝ дебют е в „Odrodzenie“ през 1944 г. От 1937 г. учи в Педагогическото средно училище във Варшава. По време на нацистката окупация остава в Люблин и в села близо до града, като учи в нелегални класове. След като завършва нелегалната гимназия по хуманитарни науки в Люблин започва да учи полска филология в тайния Варшавски университет. След войната следва класическа филология – първоначално в католическия университет в Люблин, а след това в университета в Лодз. След дипломирането си работи като учител и редактор.
През 1948 г. се омъжва за поета и преводач Ян Шпевак. Имат двама сина – Ян Леон (журналист) и Павел (социолог). Заедно със съпруга си работят по преводи на руска поезия, проза и драми (Максим Горки, Леонид Леонов, Фьодор Тютчев, Велимир Хлебников) и редактират много книги. След смъртта на съпруга ѝ от рак през 1967 г., тя се обръща към християнската вяра, която дълбоко повлиява на късните ѝ произведения.
Авторка е на петнайсет книги с поезия, сред които „Възпитание“ (1949), „За щастието“ (1952), „Сърцебиене“ (1954, Държавна награда), „Под облаците“ (1957), „Избрани стихотворения“ (1959) „В птиче око“ (1960), „Извори“ (1962), „Нетрайни неща“ (1963), „Избрани стихотворения“ (1971), „Избрани стихотворения“ (1973), „Да дойде Твоето царство“ (1984), и др.
Превежда от няколко славянски езици, както и от иврит, латински и френски език. От българските писатели превежда Дора Габе, Борис Априлов, Атанас Далчев, сборникът с български народни песни „Горо ле, горо зелена“ (1959), за който получава награда на българския ПЕН клуб. Превеждана е на български език.
По време на траура за смъртта на съпруга си се среща с римокатолическия свещеник Ян Твардовски, който изиграва важна роля в интереса ѝ към религията. От 1975 г. тя участва в Седмиците на християнската култура, организирани в столицата от Епископската комисия за генерална пасторал. През декември 1975 г. тя подписва протест срещу промени в Конституцията на Полската народна република (т.н. Писмо 59). На 20 август 1980 г. подписва призив от 64 учени, писатели и журналисти (Апел 64) до комунистическите власти да започнат диалог със стачкуващите работници в Свидник, Люблин и Гданск, чиито действия водят до създаването на синдиката „Солидарност“.
Анна Каменска умира на 10 май 1986 г. във Варшава.

## Произведения

### Поезия
- Wychowanie (1949)
- O szczęściu (1952)
- Bicie serca (1954)
- Pod chmurami (1957)
- Poezje wybrane (1959)
- W oku ptaka (1960)
- Źródła (1962)
- Rzeczy nietrwałe (1963)
- Odwołanie mitu (1967)
- Biały rękopis (1970)
- Wygnanie (1970)
- Poezje wybrane (1971)
- Herody (1972)
- Poezje wybrane (1973)
- Drugie szczęście Hioba (1974)
- Milczenia (WL 1979)
- Rękopis znaleziony we śnie • Wiersze z lat 1973 – 1975 (1978)
- Wiersze jednej nocy (1981)
- Anna Kamieńska • Wybór wierszy (1982)
- Raptularz wojenny (b.w. 1982)
- Pierwszy śnieg • Świadkowie (1983)
- W pół słowa • Wiersze z lat 1970 – 1980 (1983)
- Dwie ciemności • Wybór poezji (1984)
- Przyjdź Królestwo (1984)
- Nowe imię (1987)
- Milczenia i psalmy najmniejsze (1988)
- Nie tylko o Sandomierzu (1990)
- Pisz o kamieniu (1995)
- Inne miejsca (1996)
- Jasność w środku nocy (2001)
- Wiersze przemilczane (2008)

издадена поезия на български език
- Времената на живота, изд.: „Народна култура“, София (1973), прев. Дора Габе, Михаил Берберов, Светла Гюрова

### Проза
- Czasy małego szczęścia (1963)
- Rozmowy z profesorem Daleczko (Wydawnictwo Łódzkie 1969)
- Notatnik (част 1:1965 – 1972, 1982 – част 2: 1973 – 1979, 1987)
- Deszczowe lato (1979)
- Mały notatnik (2002)

### Детска литература
- Słoneczny lizak (1960) – стихотворения
- Zajęczy pałac (1962) – стихотворения
- Pod jabłonią (1966) – стихотворения
- Dębowa kołyska (1967) – стихотворения
- Samowarek mojego dziadka (1967)
- W Nieparyżu i gdzie indziej (1967) – роман
В Непариж и другаде, изд.: „Народна младеж“, София (1968), прев. Николай Калчев
- Rozalka Olaboga (1968) – роман
- Są takie wyspy (1970) – роман
- W królestwie Plastelinii (1970) – стихотворения
- Żołnierze i żołnierzyki (1971) – роман
- Jaworowi ludzie (1973) – стихотворения
- Wielkie małe rzeczy (1974) – разказ
- Sześciopiętrowy dzień (1975) – разказ
- Świat się ciągle zaczyna (1975) – разказ
- Marianna (1980) – разказ
- Dom w domu (1982) – разказ